# 卡萨斯德圣加林多
卡萨斯德圣加林多，是西班牙卡斯蒂利亚-拉曼恰瓜达拉哈拉省的一个市镇。总面积12平方公里，总人口34人（2001年），人口密度3人/平方公里。